# Il castello Rackrent
Il castello Rackrent è il primo romanzo della scrittrice inglese Maria Edgeworth, pubblicato nel 1800.
Questo romanzo sentimentale è una descrizione satirica della società in cui è ambientato, ed appartiene allo stesso filone letterario dei lavori di Jane Austen e Frances Fanny Burney.

## Trama
La storia inizia con l'editore della storia di Thady Quirk che spiega il valore della lettura di storie aneddotiche su vite ordinarie. L'editore afferma che le persone sono veramente comprese solo quando non sanno di avere un pubblico. L'editore spiega che ha dovuto persuadere Thady Quirk, che era il servitore di lunga data della famiglia Rackrent, a condividere la sua storia. Thady era troppo pigro per scrivere la storia senza alcun suggerimento da parte del narratore, ma accetta di condividere la storia perché è preoccupato per l'onore della famiglia. Thady crede che la storia della famiglia Rackrent sia interessante e intratterrà i lettori. L'editore continua a spiegare che la famiglia è morta da tempo e la storia non riflette i tempi moderni o le famiglie attualmente al potere in tutto il paese. I Rackrents sono un ricordo della vecchia nobiltà e saranno ricordati con affetto in futuro, quando la società sarà molto diversa da quella attuale.